# Oulas
Der Oulas ist ein Fluss im Südwesten Frankreichs, der im Département Tarn in der Region Okzitanien verläuft. Er entspringt im Gemeindegebiet von Massals, nahe der Grenze zum benachbarten Département Aveyron, entwässert generell in westlicher Richtung durch ein gering besiedeltes Gebiet und mündet nach 24 Kilometern im Gemeindegebiet von Paulinet als rechter Nebenfluss in den Dadou.

## Orte am Fluss
(Reihenfolge in Fließrichtung)
- Les Cayres, Gemeinde Miolles
- Notre-Dame d’Ourtiguet, Gemeinde Paulinet